# Припой

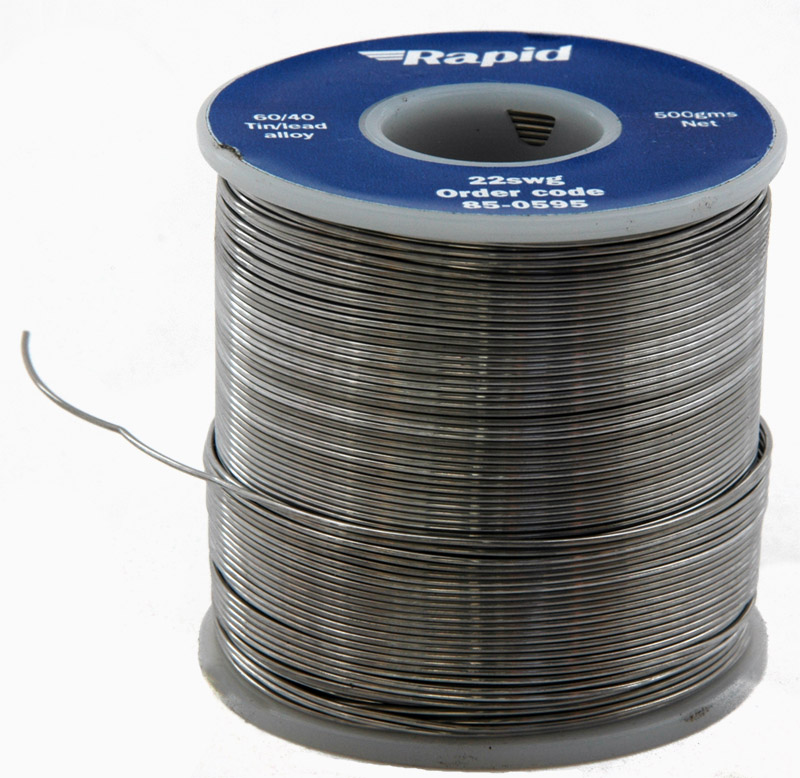
Катушка оловянно-свинцового припоя

Припо́й — материал, применяемый при пайке для соединения заготовок и имеющий температуру плавления ниже, чем соединяемые металлы. Применяют сплавы на основе олова, свинца, цинка, кадмия, меди, никеля, серебра и другие.
Существуют неметаллические припои.
Срок службы паяного соединения зависит от правильности технологии пайки и параметров окружающей среды в эксплуатации.

## Описание

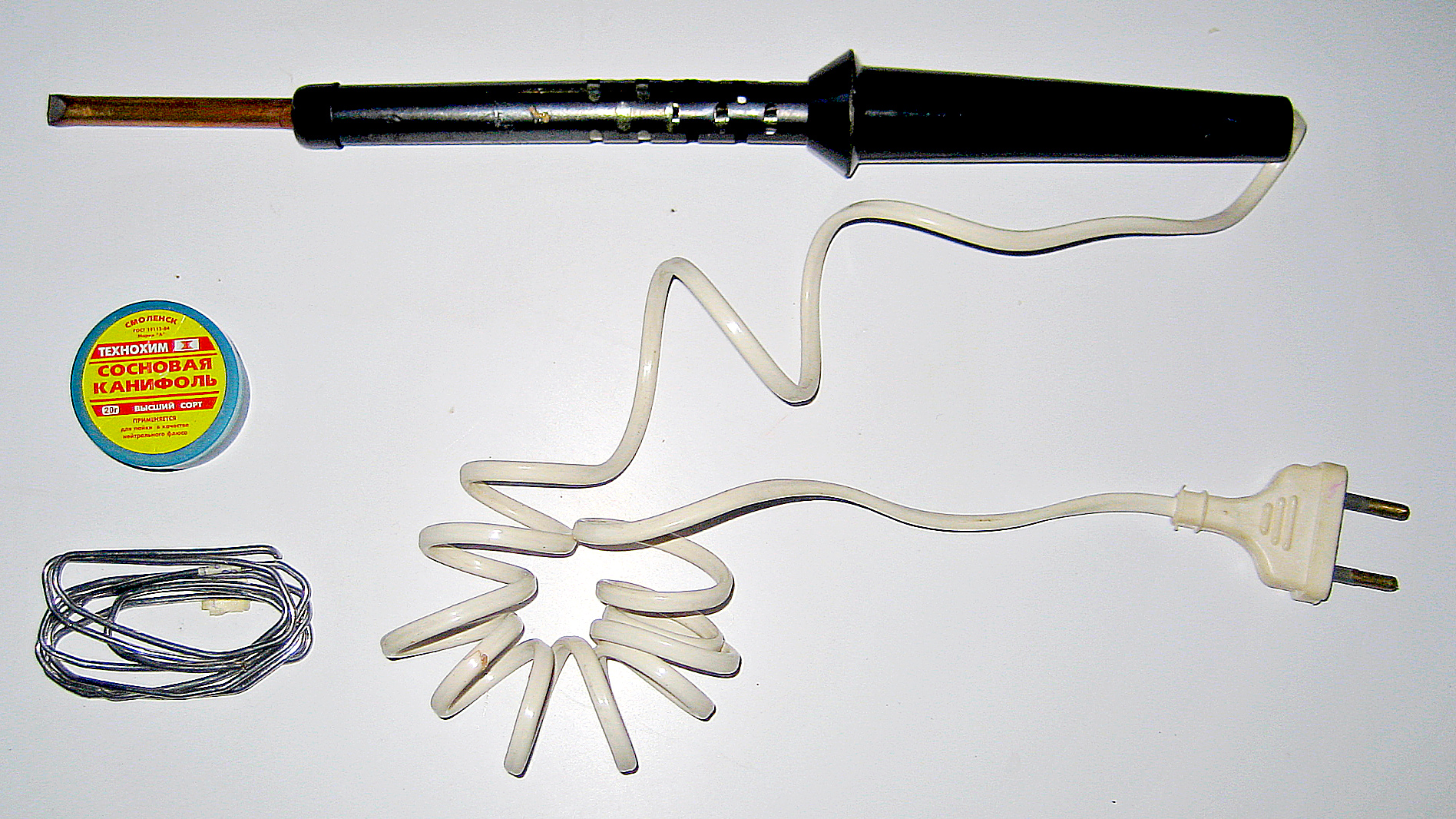
Паяльник, припой и сосновая канифоль

Припои выпускаются в виде гранул, прутков, проволоки, порошка, фольги, паст и закладных деталей.
Пайку осуществляют или с целью создания механически прочного (иногда герметичного) шва, или для получения электрического контакта с малым переходным сопротивлением. При пайке мест соединения припой нагревают свыше температуры его плавления. Так как припой имеет температуру плавления ниже, чем температура плавления соединяемого металла (или металлов), из которых изготовлены соединяемые детали, то он плавится, в то время как металл деталей остаётся твёрдым. На границе соприкосновения расплавленного припоя и твёрдого металла происходят различные физико-химические процессы. Припой смачивает металл, растекается по нему и заполняет зазоры между соединяемыми деталями. При этом компоненты припоя диффундируют в основной металл, основной металл растворяется в припое, в результате чего образуется промежуточная прослойка, которая после застывания соединяет детали в одно целое.
Выбирают припой с учётом физико-химических свойств соединяемых металлов (например, по температуре плавления), требуемой механической прочности спая, его коррозионной устойчивости и стоимости. 
При пайке токоведущих частей необходимо учитывать удельную проводимость припоя.
Жидкотекучесть низкотемпературных припоев даёт возможность паять изделия сложной формы.

## Классификация припоев
| Вид припоев | Температура плавления Tпл., °C | Предел прочности при растяжении, МПа | Сплавы |
| ----------- | ------------------------------ | ------------------------------------ | --- |
| Мягкие      | До 300                         | 16—100                               | оловянно-свинцовые, оловянно-свинцово-кадмиевые, оловянно-цинковые, сурьмянистые, бессвинцовые (Sn+Cu+Ag+Bi+др.) |
| Твёрдые     | Свыше 300                      | 100—500                              | медно-цинковые, медно-никелевые, медно-фосфористые, серебряные                                                   |

Припои принято делить на две группы: мягкие и твёрдые.
К мягким относятся припои с температурой плавления до 300 °C, к твёрдым — свыше 300 °C. 
Кроме того, припои существенно различаются по механической прочности. Мягкие припои имеют предел прочности при растяжении 16—100 МПа, а твёрдые — 100—500 МПа.
К мягким припоям относятся оловянно-свинцовые сплавы (ПОС) с содержанием олова от 10 (ПОС-10) до 90 % (ПОС-90), остальное — свинец. Электропроводность этих припоев составляет 9—15 % электропроводности чистой меди. Плавление этих припоев начинается при температуре 183 °C (температура плавления эвтектики системы олово-свинец) и заканчивается при следующих температурах плавления ликвидуса:
ПОС-15 — 280 °C.
ПОС-25 — 260 °C.
ПОС-33 — 247 °C.
ПОС-40 — 238 °C
ПОС-61 — 183 °C
ПОС-90 — 220 °C

Диаграмма состояния сплава олово-свинец

Припои ПОС-61 и ПОС-63 плавятся при постоянной температуре 183 °C, так как их состав практически совпадает с составом эвтектики олово-свинец состоящей из 61,9 % олова по массе с температурой плавления 183,3 °C.
Кроме этих составов в качестве мягких припоев используются также:
- сурьмянистые припои (ПОССу), применяемые при пайке оцинкованных и цинковых изделий и повышенных требованиях к прочности паяного соединения,
- оловянно-свинцово-кадмиевые (ПОСК) для пайки деталей, чувствительных к перегреву, и пайки выводов к конденсаторам и пьезокерамике,
- оловянно-цинковые (ОЦ) для пайки алюминия,
- бессвинцовые припои, содержащие наряду с оловом медь, серебро, висмут и др. металлы.

### Твёрдые припои
Наиболее распространёнными твёрдыми припоями являются медно-цинковые (ПМЦ) и серебряные (ПСр) с различными добавками:
| Припой марка           | Состав                                           | Температура плавления, °С | Плотность, г/см3 |
| ---------------------- | ------------------------------------------------ | ------------------------- | ---------------- |
| Медно-цинковый ПМЦ-36  | 36 % Сu; 64 % Zn                                 | 825—950                   | 7,7              |
| Медно-цинковый ПМЦ-54  | 54 % Cu; 46 % Zn                                 | 860—970                   | 8,3              |
| Серебряный ПСр-15      | 15 % Ag; остальное Сu и Zn                       | 635—810                   | 8,3              |
| Серебряный ПСр-45      | 45 % Ag; остальное Сu и Zn                       | 665—725                   | 9,1              |
| Медно-титановый ПМТ-45 | 49—52 % Сu; 1—3 % Fе; 0,7—0,1 % Si; 45—49,3 % Ti | 955                       | 6,02             |

Температуры плавления припоев марок ПСр и ПМЦ:
ПСр-10 — 830 °С.

ПСр-12 — 785 °С.

ПСр-25 — 765 °С.

ПСр-45 — 720 °С.

ПСр-65 — 740 °С.

ПСр-70 — 780 °С.

ПМЦ-36 — 825 °С.

ПМЦ-42 — 833 °С.

ПМЦ-51 — 870 °С
Широко применяются медно-фосфористые припои. К медно-фосфористым припоям относятся сплавы меди, олова с добавками фосфора. Такие припои применяются при пайке меди, медных сплавов, серебра, чугуна, твёрдых сплавов.

Температуры плавления медно-фосфористых припоев:
П81 — 660 °С

П14 — 680 °С

МФ7 — 820 °С

П47 — 810 °С

### Серебряные припои
Серебряные припои имеют температуру плавления от 183 до 1133 °С и представляют собой сплавы серебро-свинец-олово; серебро-свинец; серебро-медь; серебро-медь-цинк; серебро-медь-цинк-кадмий; и т. д.
Серебряные припои имеют достаточно широкую область применения:
- лужение и пайка меди, медно-никелевых сплавов, никеля, ковара, нейзильбера, латуней и бронз;
- пайка железоникелевых сплавов с посеребренными деталями из стали;
- пайка стали с медью, никелем, медными и медно-никелевыми сплавами;
- пайка меди с никелированным вольфрамом;
- пайка титана и титановых сплавов с нержавеющей сталью;
- пайка меди и медных сплавов с жаропрочными сплавами и нержавеющими сталями;
- пайка меди и латуни с коваром, никелем, с нержавеющими сталями и жаропрочными сплавами, пайка свинцово-оловянистых бронз;
- пайка и лужение меди, никеля, медных и медно-никелевых сплавов с посеребренной керамикой, пайка посеребренных деталей;
- пайка меди и никеля со стеклоэмалью и керамикой;
- пайка и лужение ювелирных изделий;
- пайка меди с бронзой, меди с медью, бронзы с бронзой;
- пайка меди, медных сплавов и сталей по свежеосаждённому медному гальваническому покрытию толщиной не менее 10 мкм;
- пайка и лужение цветных металлов и сталей;
- пайка и лужение серебряных деталей.

## Бессвинцовые припои
В связи с повышением внимания общества к вопросам экологии теперь при выборе припоев более серьёзно учитывают токсичность его компонентов. В электротехнике и электронике (особенно в бытовой) всё чаще используют бессвинцовые припои.
Уход от свинцовосодержащих припоев также обусловлен негативным влиянием свинца на прочность соединения с контактами, покрытыми золотом.

## Паяльные пасты
Развитие автоматизированной технологии для изготовления электронных плат обусловило появление нового типа припоев: так называемых паяльных паст, пригодных как для обычной, так и трафаретной пайки элементов электронных схем. Паяльные пасты представляют собою дисперсную смесь, в которой дисперсной фазой являются микро- и наноразмерные частицы припоя, иногда твёрдых компонентов флюса, а диспергирующей средой являются жидкие компоненты флюса и летучие органические растворители.

## Прочие
Не относящиеся к собственно припоям особые виды металлических сплавов применяются в электровакуумной технике для электрических вводов, вплавляемых в стекло и работающих при сравнительно низких температурах, когда использование здесь тугоплавких, но относительно дорогих металлов (вольфрам, молибден, платина) не требуется. Для этих материалов особую важность имеет температурный коэффициент линейного расширения ({\displaystyle \alpha _{l}}), который для получения вакуум-плотного ввода должен как можно точнее согласовываться с {\displaystyle \alpha _{l}} стекла. Например, ковар (марка сплава 29НК), применяемый для изготовления электрических выводов через стеклянные колбы различных газонаполненных и электровакуумных электронных приборов и осветительных ламп имеет примерный состав: Ni — 29 %, Со — 18 %, Fе — остальное; его удельное сопротивление около 0,49 мкОм·м, а {\displaystyle \alpha _{l}} около 4…5·10−6 К−1.